# 愛宕通旭
愛宕 通旭（おたぎ みちてる）は、幕末の公家、明治初期の官僚。通称は愛宕大夫。

## 経歴
山城国京都で内大臣・久我建通の三男として生まれ、右近衛権中将・愛宕通致の養子となる。安政6年9月（1859年）に元服し昇殿を許された。慶応2年8月（1866年）朝廷刷新の二二卿建議（廷臣二十二卿列参事件）に養父と共に加わった。
慶応4年2月10日（1868年3月3日）軍防事務局親兵掛となる。以後、参与職親兵掛、神祇官権判事、同判事を歴任したが、明治2年5月20日（1869年6月29日）に官員減員により免官となる。
その後、王政復古後の物価の騰貴、政府高官の洋風化などに反発し、外山光輔と提携して政権の刷新を画策し同志を募った。同志の密告により明治4年3月14日（1871年5月3日）東京で捕縛された（二卿事件）。同年12月3日に自尽を命ぜられた。

## 系譜
- 父：久我建通
- 母：不詳
  - 兄：久我通久
  - 弟：北畠通城
- 養父：愛宕通致
- 妻：愛宕致子（中院通富三女）[4]